# Dischidesia hypochrysa
Dischidesia hypochrysa is een vlinder uit de familie van de spanners (Geometridae). De wetenschappelijke naam van de soort is voor het eerst geldig gepubliceerd in 1931 door Wehrli.